# Numerele de înmatriculare auto în Malta

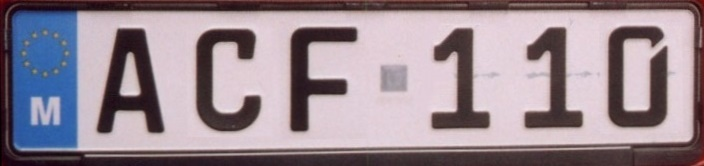
Plăcuță cu număr de înmatriculare maltez

Numerele de înmatriculare în Malta sunt formate din trei litere si trei cifre.